# 唐鎮駅
唐鎮駅（とうちん-えき）は、中華人民共和国上海市浦東新区唐鎮に位置する上海地下鉄2号線の駅である。2010年4月8日に開業した。

## 駅構造
島式ホーム1面2線の地下駅。
当駅は開業当初、4両編成運行区間の駅であり、国家会展中心方面へは隣の広蘭路駅で乗り換えが必要だったが、2016年より平日の朝夕ラッシュ時には8両編成の列車が当駅まで乗り入れていた。2018年のダイヤ改正により8両編成の浦東1号2号航站楼方面への直通が開始され、折り返し列車は無くなった。
| 2号線ホーム | ←■2号線 国家会展中心方面     |
| 2号線ホーム | 島式ホーム                   |
| 2号線ホーム | ■2号線 浦東1号2号航站楼方面→ |

## 歴史
- 2010年4月8日 - 開業。

## 隣の駅
上海地下鉄
■2号線
広蘭路駅 - 唐鎮駅 - 創新中路駅